# Karl von Fabert (General, 1823)
Karl Wilhelm Joseph von Fabert (* 22. April 1823 in Karlsruhe; † 5. April 1904 in Bühl) war ein preußischer Generalmajor und Kommandeur der 3. Fußartillerie-Brigade.

## Leben

### Herkunft
Seine Eltern waren der badische Generalmajor Karl von Fabert (1790–1860) und dessen Ehefrau Babette, geborene Folz († 1861).

### Militärkarriere
Fabert besuchte vom 1. Oktober 1829 bis zum 31. Juli 1839 das Lyzeum in Karlsruhe und trat am 5. April 1840 als Kanonier in die Artilleriebrigade der Badischen Armee ein. Bis Ende Oktober 1845 avancierte er zum Oberleutnant befördert und war von November 1845 bis März 1849 als Lehrer an der Artillerieschule für Unteroffiziere tätig. Zwischenzeitlich wurde er von Juli bis September 1847 sowie von Februar bis Juli 1848 zur Geschützgießerei und Waffenfabrik nach Lüttich kommandiert. Während der Badischen Revolution nahm Fabert 1848 am Ausmarsch gegen die Freischaren teil. Außerdem war er vom 1. August 1849 bis zum 17. März 1850 Ordonnanzoffizier beim Großherzog Leopold.
Nach Beendigung der Unruhen lehrte Fabert von Oktober 1850 bis März 1860 an der Artillerieschule für Offiziere, war 1852 und 1859 in artilleristischen Angelegenheit nach Frankreich kommandiert und stieg Ende September 1854 zum Hauptmann auf. Ferner war er vom 28. November 1859 bis zum 15. Juni 1860 Mitglied der Artilleriekommission des VIII. Bundeskorps.
Von 1. März 1860 bis zum 10. Februar 1864 wurde er zum Mitglied des Artilleriekomitees ernannt. In den Jahren 1860 und 1862 war er nach Berlin abkommandiert, um sich über die neuen gezogenen Geschütze zu informieren. Zugleich war er vom 15. April 1861 bis zum 31. August 1863 auch Lehrer an der Artillerieschule für höhere Offiziere. Am 18. August 1861 war er zur Begleitung des Prinzen Wilhelm von Baden in das Lager der Französischen Armee von Châlons kommandiert. Er wurde am 4. Februar 1864 zum Major befördert und zeitgleich zum Artilleriedirektor der Festung Rastatt ernannt. Am 26. Oktober 1867 wurde Fabert als Oberstleutnant dem Feldartillerieregiment aggregiert und zum Artillerieoffizier vom Platz ernannt. Während des Deutsch-Französischen Krieges nahm er an der Belagerung von Straßburg teil, wurde am 18. Januar 1871 Oberst ohne Patent und am 30. Mai 1871 mit dem Eisernen Kreuz II. Klasse ausgezeichnet.
Durch die Militärkonvention wurde Fabert am 15. Juli 1871 mit dem Charakter als Oberst in den Verband der Preußischen Armee übernommen und unter Belassung in seiner Stellung als Artillerieoffizier vom Platz in Rastatt der 14. Artillerie-Brigade aggregiert. Am 3. Oktober 1871 wurde er dem Magdeburgischen Artillerie-Regiment Nr. 4 aggregiert und mit der Führung einer Abteilung beauftragt. Unter Verleihung eines Patents zu seinem Dienstgrad kommandierte man ihn am 4. Mai 1872 zur Vertretung des Kommandeurs des Schlesischen Festungsartillerie-Regiments Nr. 6. Mit der Trennung der Feld- und Fußartillerie formierte sich das Schlesischen Fußartillerie-Regiments Nr. 6, zu dessen Kommandeur Fabert am 2. Juli 1872 ernannt wurde. Unter Stellung à la suite des Regiments erfolgte am 9. Juni 1874 seine Versetzung als Kommandeur der 3. Fußartillerie-Brigade nach Mainz sowie am 22. März 1876 die Beförderung zum Generalmajor. In Genehmigung seines Abschiedsgesuches wurde Fabert unter Verleihung des Roten Adlerorden II. Klasse mit Eichenlaub am 14. Dezember 1878 mit Pension zur Disposition gestellt.
Anlässlich seiner Verabschiedung würdigten ihn die Großherzöge Ludwig IV. und Friedrich I. mit dem Komturkreuz II. Klasse des Verdienstorden Philipps des Großmütigen sowie mit dem Kommandeurkreuz II. Klasse des Ordens vom Zähringer Löwen mit Eichenlaub. Er starb unverheiratet am 5. April 1904 in Bühl.
In seiner Beurteilung schrieb der Gouverneur von Rastatt General Waag: Oberstlieutenant von Fabert hat als Artillerieoffizier vom Platz vom Beginn des Krieges an nicht allein die artilleristische Armierung von Rastatt, sondern auch später die vielfachen Nachsendungen von Munition und Artilleriematerial aller Art nach Kehl, Straßburg, Neu-Breisach, Belfort und zu der großherzoglich bad. Felddivision in einer musterhaften Weise geleitet, die ihn als einen seinen wichtigen Dienst vollkommen meisternden Offizier wiederholt erkennen ließ. Außerdem war er längere Zeit bei dem Belagerungskorps vor Straßburg, teils bei Kehl, teils bei der großherzoglichen Feldartillerie verwendet.